# Dorcadion amanense
Dorcadion amanense là một loài bọ cánh cứng trong họ Cerambycidae.